# Bezirk Bialystok
Il Bezirk Bialystok (tedesco per Distretto o Regione di Białystok, o anche Belostok) è stata la nuova unità amministrativa della Germania nazista creata durante l'occupazione della Polonia nel corso della seconda guerra mondiale. Era situata nel sud-est della Prussia Orientale, in corrispondenza dell'odierna Polonia nord-orientale nonché di sezioni minori adiacenti delle odierne Bielorussia e Lituania.
Il territorio giaceva a est della linea Molotov-Ribbentrop e fu conseguentemente occupato dall'Unione Sovietica e incorporato nella Repubblica Socialista Sovietica Bielorussa. In seguito all'attacco tedesco contro l'Unione Sovietica nel giugno 1941, questa porzione occidentale dell'allora Bielorussia Sovietica (che fino al 1939 era appartenuta allo stato polacco) fu posta sotto l'Amministrazione Civile tedesca (Zivilverwaltungsgebiet). Come Bezirk Bialystok, l'area fu sotto il dominio tedesco dal 1941 al 1944/1945, senza mai essere formalmente incorporata nel Reich tedesco.
Il distretto fu istituito per la percezione della sua importanza militare come testa di ponte sulla riva estrema del Memel. La Germania aveva desiderato annettere l'area anche durante la prima guerra mondiale, in base alla rivendicazione storica derivante dalla Terza spartizione della Polonia, che aveva assegnato Białystok alla Prussia dal 1795 al 1806 (vedi Nuova Prussia Orientale).
A differenza della maggior parte degli altri territori che giacevano a est della linea Molotov-Ribbentrop e che furono annessi permanentemente all'Unione Sovietica dopo la Seconda guerra mondiale, la maggior parte del territorio fu restituita alla Polonia.

## Storia
Dopo l'avvio dell'Operazione Barbarossa contro le forze sovietiche nella Polonia orientale, i soldati invasori della Wehrmacht uccisero dapprima 379 persone, "pacificarono" 30 villaggi, bruciarono 640 case e 1.385 edifici industriali dell'area.
Il primo decreto per l'attuazione dell'Amministrazione Civile in questi territori orientali appena occupati fu emanato il 17 luglio 1941. I confini di quest'area correvano dalla protrusione sud-orientale della Prussia Orientale (il triangolo di Suwalki) che segue il fiume Neman fino a Mosty (esclusa Hrodna), comprese Vaŭkavysk e Pružany fino al Bug Occidentale a ovest di Brest-Litovsk e poi seguendo il confine del Governatorato Generale fino alla Prussia Orientale.

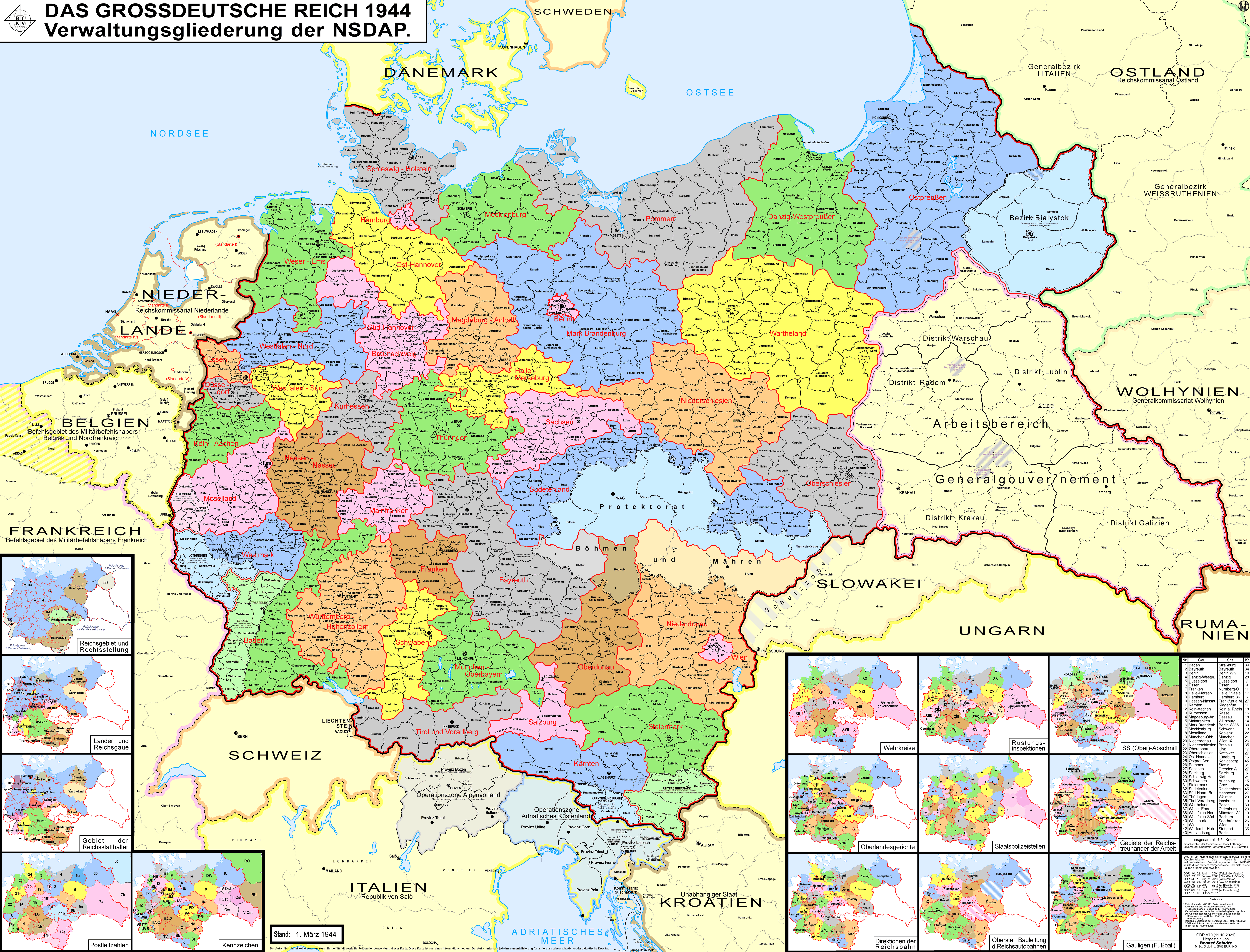
Mappa tedesca del Terzo Reich datata marzo 1944 che include il Bezirk Bialystok (in alto a destra, azzurro chiaro).

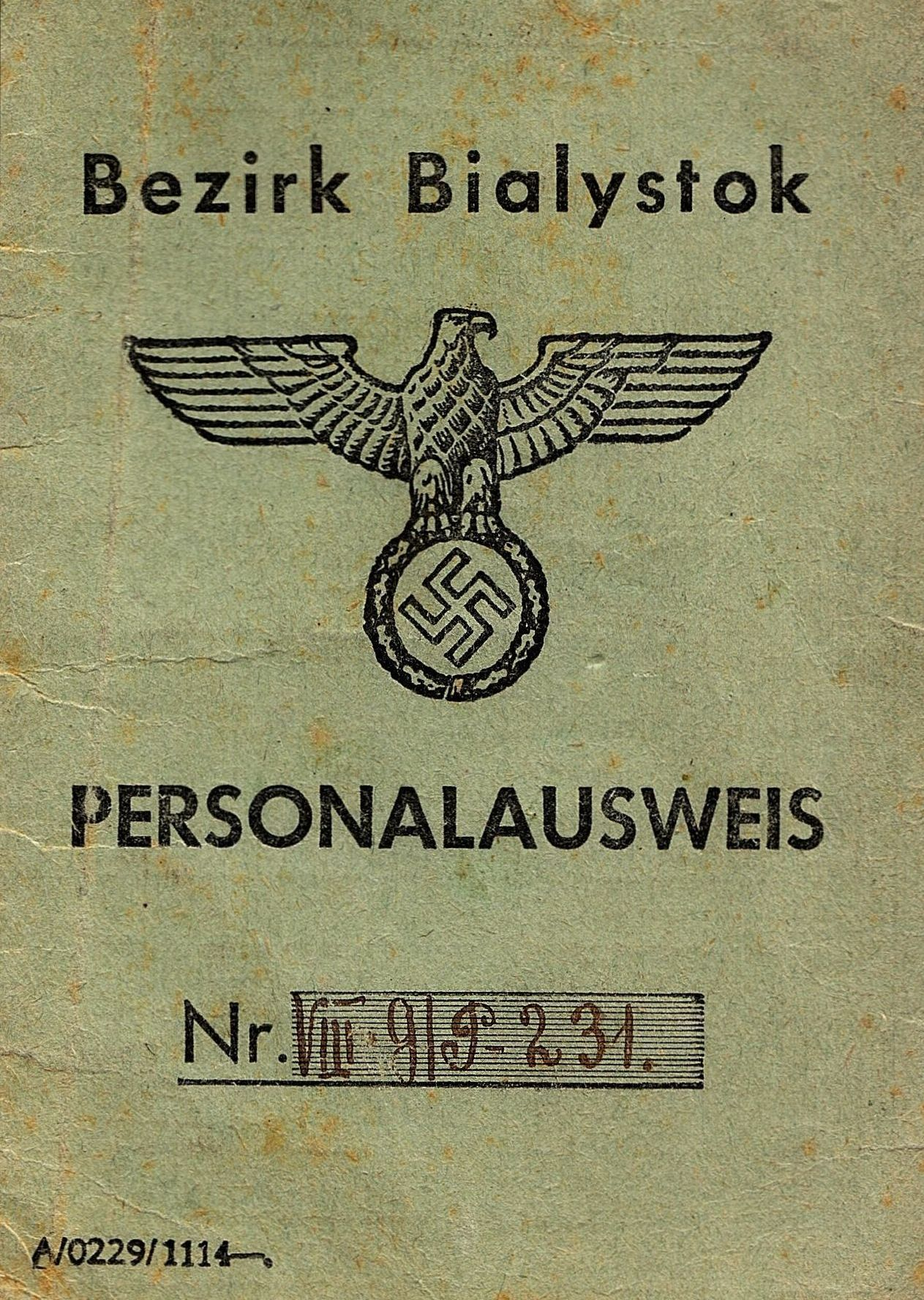
Personalausweis del Bezkirk Bialystok (1943).

L'istituzione del Bezirk Bialystok seguì il 1º agosto 1941; esso fu escluso simultaneamente dalle zone operative dell'Esercito tedesco nell'Unione Sovietica. Da allora fino al 1944, la Gestapo e le SS si impegnarono in esecuzioni nell'area, per esempio nelle foreste di Nowosiółki vicino a Choroszcz, dove 4.000 persone furono giustiziate. Esistettero altri luoghi di esecuzione e di atrocità come nella foresta di Osuszek vicino al villaggio di Piliki. Al tempo stesso, alcune piccole aree a est del confine tedesco-sovietico del 1939–1941 furono incorporate nel distretto della Prussia Orientale di Scharfenwiese. Con questo la città di Scharfenwiese ebbe d'ora in avanti un più ampio entroterra verso est.
Il centro dell'amministrazione per il Bezirk Bialystok era la città polacca di Białystok. Il Presidente Supremo per la Prussia Orientale e Gauleiter Erich Koch di Königsberg (l'odierna Kaliningrad) fu nominato Commissario Civile per l'area, in seguito Capo dell'Amministrazione Civile (Chef-der-Zivilverwaltung).

### Operazioni di omicidio
Heinrich Himmler visitò il distretto di Bezirk Bialystok appena formatosi il 30 giugno 1941 e dichiarò che nell'area erano necessarie più forze, a causa dei potenziali rischi di guerra partigiana. La caccia dopo la rapida ritirata dell'Armata Rossa si lasciò dietro un vuoto di sicurezza, che richiedeva il dispiegamento urgente di personale aggiuntivo. Muovendosi disordinatamente per affrontare questa "nuova minaccia", il quartier generale della Gestapo formò il Kommando SS Zichenau-Schroettersburg che partì dalla sottostazione di Schröttersburg (Płock) sotto la guida dell'SS-Obersturmführer Hermann Schaper (* 1911) con la missione espressa di uccidere gli Ebrei, i comunisti e i collaboratori della NKVD in tutti i villaggi e le città locali. Il 3 luglio arrivò a Białystok una formazione supplementare di Schutzpolizei, chiamata dal Governatorato Generale. Era guidata dallo SS-Hauptsturmführer Wolfgang Birkner, veterano dello Einsatzgruppe IV della Campagna di Polonia del 1939. L'unità di rimpiazzo, chiamata Kommando Bialystok, fu inviata dallo SS-Obersturmbannfuhrer Eberhard Schöngarth su ordine dell'Ufficio centrale per la Sicurezza del Reich, a causa di rapporti su attività della guerriglia sovietica nell'area con gli Ebrei che furono naturalmente immediatamente sospettati di averli aiutati. Il primo stadio delle persecuzioni naziste implicò principalmente l'applicazione di punizioni collettive a vari villaggi in cui fosse stata identificata una qualsiasi forma di minaccia reale o immaginaria. Furono messe in atto operazioni di terrore per impedire l'assistenza ai movimenti indipendentisti, ma principalmente per radunare e perseguitare gli Ebrei locali. Gli edifici presi di mira venivano distrutti, i possedimenti rapinati, le comunità assassinate in massa o inviate ai campi di lavoro o alle prigioni. Il Gruppenführer Nebe riferì a Berlino il 14 novembre 1941 che fino ad allora erano state eliminate 45.000 persone.
La situazione della popolazione locale migliorò effettivamente dopo l'Incursione di Mittenheide. I Tedeschi introdussero la politica di trovare e obbligare chiunque potesse essere di ascendenza tedesca, anche basandosi in alcuni casi sull'"aspetto da tedesco puro", ad accettare la tessera dell'ascendenza tedesca (di solito appartenere a questa 4ª categoria, chiamata "I traditori della nazione tedesca", malgrado il nome dal suono sinistro, significava elevarsi sul resto della popolazione). I Tedeschi si stavano rifacendo ai tempi della Nuova Prussia Orientale.
Il 1º novembre 1941 la città di Hrodna, inclusi i suoi dintorni, fu trasferita dal Reichskommissariat Ostland al Bezirk Bialystok.

### Resistenza
Durante la notte del 15–16 agosto 1943, cominciò la Rivolta del ghetto di Białystok. Parecchie centinaia di Ebrei polacchi che vivevano nel ghetto di Białystok cominciarono una lotta armata contro le truppe tedesche che stavano portando a termine la liquidazione delle 15.000 persone che ancora risiedevano nel ghetto. Le vittime del ghetto erano destinate da ultimo al campo di sterminio di Treblinka. L'insurrezione fu organizzata e guidata dall'Antyfaszystowska Organizacja Bojowa, un'organizzazione ch faceva parte del Blocco Antifascista, e fu la seconda più grande rivolta del ghetto, dopo la Rivolta del ghetto di Varsavia, nella Polonia occupata dai Nazisti durante la Seconda guerra mondiale.
Il 20 ottobre 1943 il confine meridionale tra il distretto prussiano orientale di Sudauen (Suwałki) nella Provincia della Prussia Orientale e il Bezirk Bialystok fu ritoccato e riportato al lato settentrionale del Canale di Augustów.
Nel luglio e nell'agosto 1944 il controllo del Bezirk Bialystok fu assunto dall'Armata Rossa fino alla linea Narew-Bobr. La sede di governo per il Capo dell'Amministrazione Civile fu allora spostata a Bartenstein. Nel gennaio 1945 l'Armata Rossa invase le ultime aree del Bezirk Bialystok, vale a dire le parti rimanenti dei distretti di Łomża e di Grajewo, scacciando completamente i Tedeschi dal territorio.

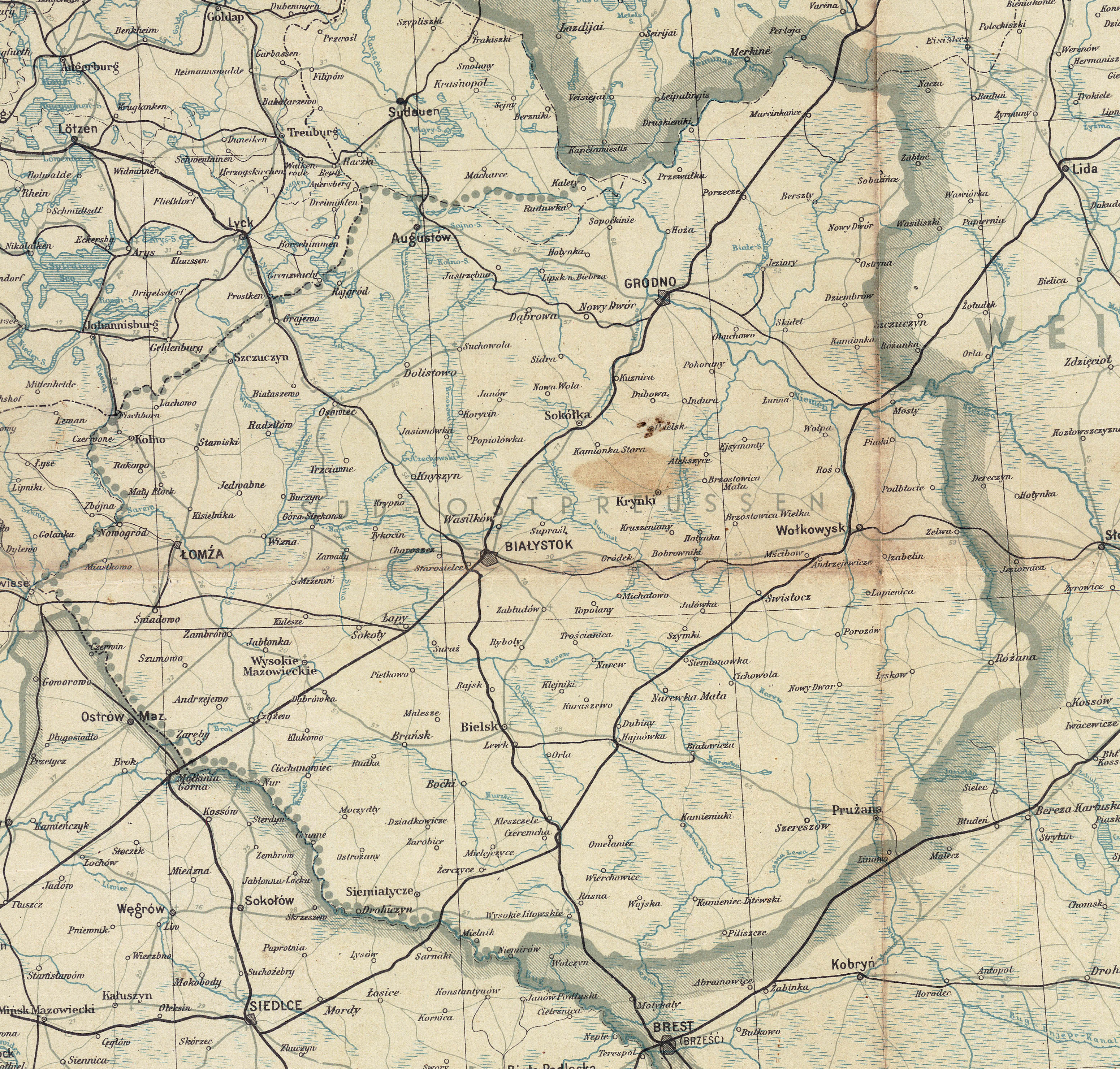
Una mappa tedesca del Bezirk Bialystok fatta nel luglio 1944.

## Struttura amministrativa
Al tempo della sua istituzione, il Bezirk Bialystok aveva una popolazione che consisteva di 1.383.000 abitanti. Di questi 830.000 erano di origine polacca, 300.000 ruteniana bianca (bielorussa), 200.000 ucraina, 50.000 ebraica e 2.000 tedesca.
Il Distretto di Białystok era suddiviso in otto unità amministrative a livello di contea, chiamate commissariati distrettuali (tedesco: kreiskommissariate, polacco: komisariatów powiatowych). Questi erano i commissariati di Białystok (Kreiskommissariat Nikolaus), Bielsk-Podlaski (Kreiskommissariat Tubenthal), Grajewski (Kreiskommissariat Piachor, poi Knispel), Hrodna (Kreiskommissariat Plötz), łomża (Kreiskommissariat Gräben), Sokolski (Kreiskommissariat Seiler), Volkovysk (Kreiskommissariat Pfeifer) e la città di Białystok.
Erich Koch fu nominato "Commissario Civile" (Zivilkommissar) il 1º agosto 1941, e in seguito nominato Capo dell'Amministrazione Civile (Chef der Zivilverwaltung) del Bezirk Bialystok fino al 27 luglio 1944. Durante questo periodo, fu Gauleiter della Prussia Orientale e Reichskommissar nel Reichskommissariat Ukraine. Le attività quotidiane furono gestite dal vicecapo permanente del Partito Nazionalsocialista dei Lavoratori Tedeschi (NSDAP) di Königsberg (Prussia Orientale), Waldemar Magunia, dal 15 agosto 1941 fino al 31 gennaio 1942. Fu sostituito il 1º febbraio 1942 fino al 27 luglio 1944 da Friedrich Brix, Landrat (Sindaco distrettuale) di Tilsit.

## Nella cultura di massa
Il regista di Hollywood Mel Brooks nel suo film Per favore non toccate le vecchiette fu così ispirato dalla storia del Bezirk Bialystok da chiamare il protagonista, un folle ciarlatano di Broadway, Max Bialystock.